# 3706 Sinnott
3706 Sinnott este un asteroid din centura principală, descoperit pe 28 septembrie 1984 de Brian Skiff.